# Zoot Allures
Zoot Allures (transcripció lingüística de l'exclamació francòfona zut alors!) és un àlbum de Frank Zappa, el vint-i-dosé de la seua discografia i l'únic publicat per Warner Bros Records després d'un litigi amb el seu antic mànager.
En una entrevista per a la revista Circus publicada el 12 d'octubre del mateix any, Zappa els reproduí una prova de fàbrica de l'àlbum, amb un total d'onze cançons repartides en dos discs, algunes de les quals no apareixen en l'àlbum final —"The Night of the Iron Sausage" (inèdita o coneguda amb un altre títol), "Filthy Habits" i "Sleep Dirt" (inclosa en l'àlbum homònim posterior)— o no es corresponen amb la descripció —la pista intitulada "Zoot Allures" en l'àlbum doble seria en realitat "The Ocean is the Ultimate Solution", publicada en l'Sleep Dirt—; aparentment, Zappa canvià i retallà el repertori i afegí "Wind Up Workin' in a Gas Station" a última hora.
Totes les cançons foren escrites i compostes per Frank Zappa llevat de "Wonderful Wino", coescrita amb Jeff Simmons. 
| 1.            | «Wind Up Workin' in a Gas Station»                        | 2:29  |
| 2.            | «Black Napkins» (en directe a Osaka, 3 de febrer de 1976) | 4:15  |
| 3.            | «The Torture Never Stops»                                 | 9:45  |
| 4.            | «Ms. Pinky»                                               | 3:49  |
| 5.            | «Find Her Finer»                                          | 4:22  |
| 6.            | «Friendly Little Finger»                                  | 4:19  |
| 7.            | «Wonderful Wino»                                          | 3:05  |
| 8.            | «Zoot Allures»                                            | 4:12  |
| 9.            | «Disco Boy»                                               | 5:11  |
| Durada total: | Durada total:                                             | 41:32 |